# 商丘科学院
商丘科学院是隶属于中华人民共和国河南省商丘市人民政府的一所事业单位，于2017年9月27日成立。商丘科学院现由商丘市人民政府和商丘师范学院共建，由商丘师范学院负责人才引进，人事关系和教学工作，而日常科研工作在商丘科学院进行。